# Garsa blava ibèrica
La garsa blava ibèrica (Cyanopica cooki), és una espècie d'au paseriforme de la família Corvidae que habita a la Península Ibèrica, des del sud-oest fins al centre. Amb tot recentment s'ha detectat alguna colònia al País Valencià.

## Taxonomia
És una de les dues espècies pertanyents al gènere Cyanopica (de Cyano = blau i pica = garsa, és a dir, garsa blava). L'altra espècie pertanyent a aquest gènere és la garsa blava asiàtica (Cyanopica cyanus), en la qual anteriorment s'incloïa com a subespècie la garsa blava ibèrica. És a dir, abans es consideraven aquests dos taxons coespecífics, tot i la distància de 9.000km que els separava. Però anàlisis genètiques recents mostren que es tracta de dues espècies diferents.
La presència en llocs tan distants geogràficament (península Ibèrica i extrem orient) de dues espècies tan properes en la taxonomia (garsa blava ibèrica i garsa blava asiàtica, respectivament) continua sent un misteri pel qual encara no hi ha una explicació definitiva. Una de les teories més esteses suposava que alguns exemplars van arribar a la Europa en el s. XVI a través dels intercanvis comercials que els mariners portuguesos mantenien amb l'extrem orient. No obstant això, els recents descobriments de restes fòssils de garses blaves a Gibraltar, datades en més de 40.000 anys, així com les anàlisis genètiques realitzades, descobrint importants diferències entre ambdues poblacions, han refutat aquesta teoria. La teoria més acceptada actualment és la de la separació d'ambdues poblacions després d'alguna de les últimes glaciacions viscudes a Euràsia.
La garsa blava ibèrica es tracta d'una espècie monotípica, per la qual cosa no es reconeixen subespècies de la mateixa.

## Descripció
És un còrvid petit d'entre 31-35 cm. Em termes d'aspecte resulta pràcticament indistingible del seu parent asiàtic, amb l'excepció que, a diferència d'aquest, no posseeix la punta de les plomes de la cua de color blanc. Es caracteritza per una cua llarga en relació al cos i les seves ales curtes. El cap és negre, la gola blanca, el cos lleonat i les ales i la cua blaves. Les potes són negres, igual que el bec.

## Distribució i habitat
Habita en boscos mediterranis, deveses i horts en el sud-oest i centre de la península ibèrica, tant a Espanya com a Portugal.
Al País Valencià hi està present com a mínim des del 2004 a la zona de Torrevella (Baix Segura). El 2014, aquesta població d'origen desconegut era de 25 ocells.
Habita els boscos d'alzines i sureres. També se la troba amb freqüència en camps d'oliveres, pinedes, horts i eucaliptus, incloent parcs i jardins a les poblacions més cap al centre peninsular.

## Comportament i ecologia

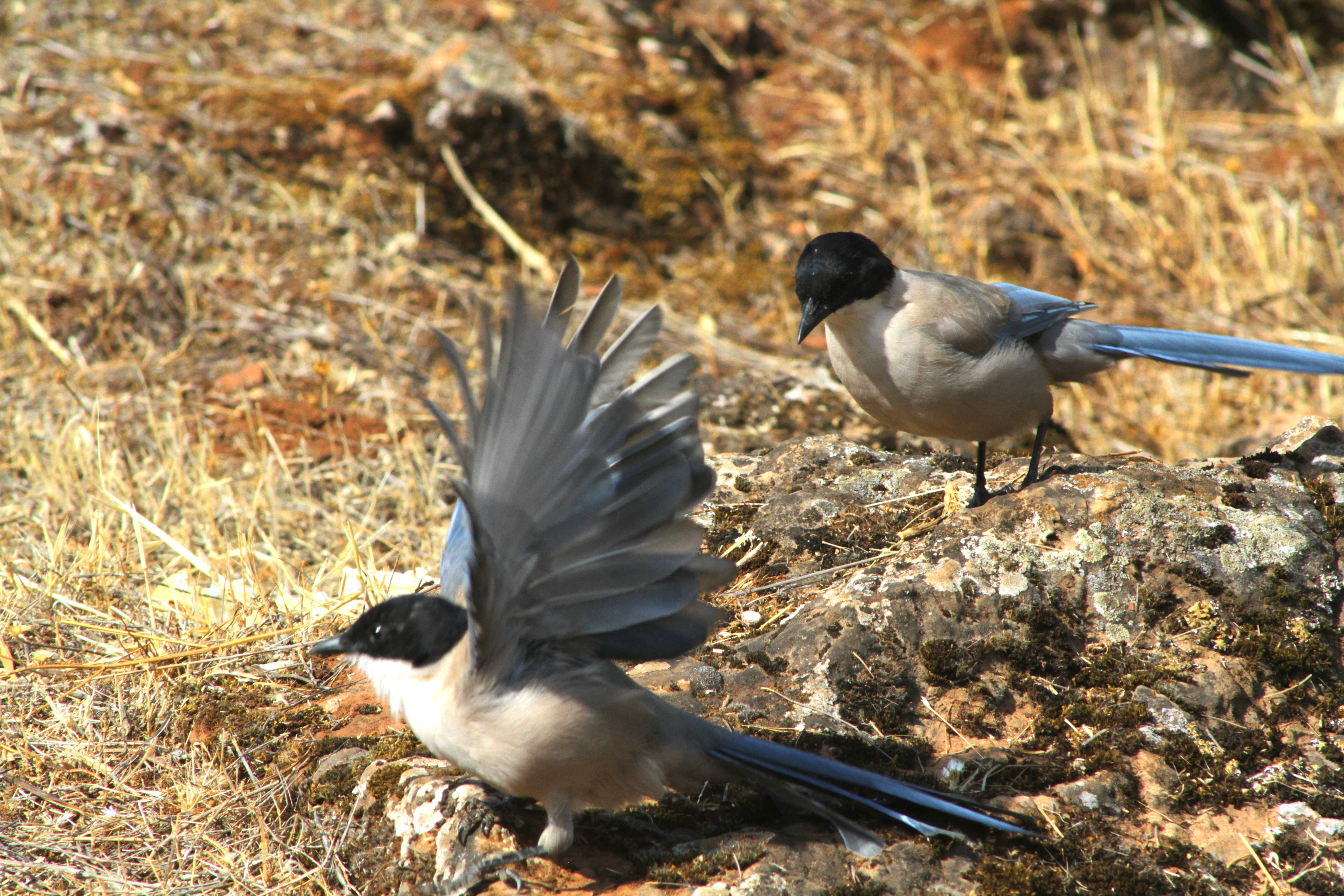
Grup de garses blaves ibèriques a terra a Càceres.

Les garses blaves ibèriques volen en grups sorollosos cercant menjar amb el reclam habitual: gruiií. Aquests grups poden tenir una base familiar o agrupacions majors, formant estols de fins a 70 aus. Els grups més grans es congreguen després de la temporada de reproducció i durant els mesos d’hivern.
La seva dieta és principalment insectívora, menjant invertebrats i les seves larves, Ambtot, és complementada amb glans i pinyons, especialment a la tardor. En menor mesura també s'alimenta de fruits tous i mores, bé com restes de menjar proporcionades per humans en parcs i ciutats.
És durant els mesos d'abril i maig que aquesta espècie comença el seu període reproductiu. Normalment fa nius en colònies obertes, amb un sol niu a cada arbre. La posta és de 6 a 8 ous que s'incuben durant 15 dies, tasca aquesta duta a terme exclusivament per les femelles, mentre els mascles s'encarreguen de l'alimentació.